# Centrale nucleare di Levy County
La centrale nucleare di Levy County è una futura centrale nucleare americana, situata nella contea di Levy in Florida, sorge a poca distanza dall'impianto di Crystal River. La centrale sarà composta da due reattori AP1000 per circa 2200MW di potenza.